# Eumir Deodato
Eumir Deodato de Almeida (ur. 22 czerwca 1942 w Rio de Janeiro) – brazylijski pianista, aranżer i producent muzyki pop/jazz.

## Życiorys
Wywodzący się z muzyki jazzowej, jeden z najważniejszych przedstawicieli world music. Jego płyty sprzedały się w ponad 25 milionach egzemplarzy w samych Stanach Zjednoczonych.
W wieku 12 lat rozpoczął naukę gry na akordeonie, krótko później studiował grę na fortepianie, a także aranżacje i dyrygenturę.
Był samoukiem. Jednak już wieku 17 lat, po raz pierwszy dyrygował orkiestrą podczas sesji nagraniowej. Szybko stał się znanym pianistą sceny muzycznej w Rio de Janeiro. Tam też zaczął nagrywać z takimi artystami jak Milton Nascimento, Marcos Valle, Elis Regina, czy Antonio Carlos Jobim.
W 1968 przeniósł się do Nowego Jorku i zaczął współpracę z Luizem Bonfą, a także z wieloma innymi artystami brazylijskimi, mieszkającymi w tym czasie w Nowym Jorku. W kolejnych latach koncertował po całym świecie, aż znów powrócił do pracy w studio.
W latach 90. XX wieku był aktywnym członkiem sceny pop. Współpracował z takimi artystami jak Bjork, Gal Costa, Carlinhos Brown i Akemi Kakihara.

## Życie prywatne
Jego córka Kenny Deodato (ur. 1968) jest żoną amerykańskiego aktora Stephena Baldwina. Jest dziadkiem Hailey Bieber.

## Dyskografia

### Albumy solowe
- (1964) Inútil Paisagem
- (1972) Percepção
- (1973) Prelude
- (1973) Deodato 2
- (1973) Deodato/Donato (z João Donato)
- (1974) Whirlwinds
- (1974) Deodato/Airto in Concert
- (1974) Artistry
- (1975) First Cuckoo
- (1976) Very Together
- (1977) 2001
- (1978) Love Island
- (1979) Knights of Fantasy
- (1980) Night Cruiser
- (1982) Happy Hour
- (1985) Motion
- (1989) Somewhere Out There
- (2002) Summer Samba
- (2007) Eumir Deodato Trio – ao vivo no Rio (Eumir Deodato Trio, Live in Rio)

### Single
- "Also Sprach Zarathustra (2001)" / "Spirit of Summer"
- "Rhapsody In Blue" / "Super Strut"
- "Do It Again" (live) / "Branches" (live) (B-Side w wykonaniu Airto)
- "Moonlight Serenade" / "Havana Strut"
- "Theme from Peter Gunn" / "Amani"
- "Watusi Strut" / "Watusi Strut" (wersja disco)
- "Uncle Funk" / "Whistle Stop"